# Patinoire de Liège
 (avril 2025).
La patinoire de Liège Médiacité, située boulevard Raymond Poincaré dans le quartier du Longdoz de la ville belge de Liège, est une aréna faisant partie du complexe de la Médiacité. Elle a été inaugurée le 8 décembre 2012 et succède à la patinoire de Coronmeuse (abritée dans le Palais des Sports). Il s'agit de la deuxième patinoire olympique en Belgique après celle de Gand. 
Les parkings en sous-sol offrent un très grand nombre de places.

## Affluence
Alors que la patinoire de Coronmeuse attirait environ 80 000 personnes par an, la patinoire de la Médiacité est fréquentée par 200 000 patineurs par an.

## Clubs résidents
La patinoire accueille plusieurs clubs, dans deux disciplines sportives :
- Bulldogs Ice Hockey Club pour le hockey sur glace.
- Grizzlys de Liège pour le hockey sur glace féminin.
- Funny Ice pour le hockey sur glace de loisir.
- Sledge Hockey pour le hockey sur glace pour personnes à mobilité réduite.
- Cercle des Patineurs Liégeois (CPL) pour le patinage artistique.